# Typsäkerhet
Typsäkerhet är en garanti inom ett programspråk som förhindrar eller omöjliggör typfel. 
För att åstadkomma en sådan garanti behöver programspråket ett typsystem samt ett typkollsprogram (en: type checker) som kan avgöra om ett visst program är typsäkert.